# L'Hostal del Grau
L'Hostal del Grau és una masia de Rupit i Pruit (Osona) inclosa a l'Inventari del Patrimoni Arquitectònic de Catalunya.

## Descripció
Masia de planta rectangular coberta a dues vessants i amb el carener perpendicular a la façana, orientada a migdia. Consta de planta baixa, primer pis i golfes. A migdia s'hi adossa un cos de porxos que agafen la planta baixa i el primer pis, coberts a una vessant recolzada sobre el mur de la façana. A la planta baixa hi ha arcades de mig punt sostingudes per pilars i al primer són d'arc rebaixat. Allà accedeixen les diverses habitacions de la casa.
És construïda amb pedra sense polir unida amb morter i els pilars són de pedra. Cal remarcar les voltes de creueria que es troben a la planta baixa, fetes de maó i sostingudes per pilars de pedra.

## Història
El Grau fou un antic hostal de molta anomenada que es troba prop del camí ral que baixa prop de la cinglera cap al Grau d'Olot.
Existeix una llegenda que diu que hi havia una mina coneguda per la mina dels bandolers i la biga dels penjats, a l'hostal.
L'Hostalot, també un antic hostal, era un annex a aquest hostal del Grau.